# Седлецький департамент
52°09′00″ пн. ш. 22°16′00″ сх. д. / 52.15° пн. ш. 22.2667° сх. д.
Седлецький департамент (пол. departament siedlecki) — адміністративно-територіальна одиниця Варшавського герцогства у 1810—1815 роках. Адміністративним центром був Сідлець.

## Історія
Терени майбутнього департаменту після третього поділу Речі Посполитої 1795 року перебували у складі Австрійської імперії. Проте внаслідок перемог польського війська над австрійським у 1809 році, ці землі відійшли Варшавському герцогству, що постало в 1807 році як васал Французької імперії Наполеона Бонапарта. Седлецький департамент створено розпорядженням від 24 лютого 1810 року. Площа департаменту становила 214 миль². У 1812—1813 роках, після поразки та відступу наполеонівських військ, російські війська окупували Варшавське герцогство, яке після Віденського конгресу 1814—1815 років включене до складу Російської імперії як напівавтономне Королівство Польське. Згідно з розпорядженням намісника Королівства Польського Юзефа Зайончека від 16 січня 1816 року було скасовано старий адміністративний поділ на департаменти, натомість утворено воєводства, серед яких було Підляське воєводство.

## Адміністративний устрій

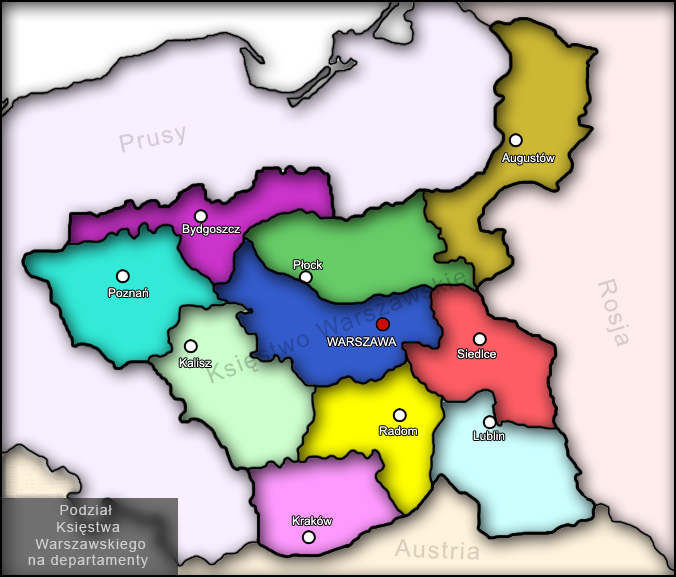
Поділ Варшавського герцогства на департаменти в 1810—1815 роках

Департамент поділявся на 10 повітів:
| Повіт                  | Населення |
| ---------------------- | --------- |
| Станіславівський повіт | 25 954    |
| Венгрівський повіт     | 33 300    |
| Лосицький повіт        | 35 951    |
| Сідлецький повіт       | 25 558    |
| Сенницький повіт       | 27 251    |
| Гавролінський повіт    | 26 883    |
| Желехівський повіт     | 31 886    |
| Луківський повіт       | 24 699    |
| Радинський повіт       | 40 439    |
| Більський повіт        | 40 606    |
| Разом                  | 312 527   |

## Населення
Населення департаменту становило 312 527 осіб.